# Горячковка
Горя́чковка (укр. Гарячківка) — село на Украине, находится в Крыжопольском районе Винницкой области.
Код КОАТУУ — 0521981502. Население по переписи 2001 года составляет 2334 человека. Почтовый индекс — 24622. Телефонный код — 4340.
Занимает площадь 6,622 км².

## Религия
В селе действуют храмы Иоанна Богослова и Рождества Пресвятой Богородицы Крыжопольского благочиния Могилёв-Подольской епархии Украинской православной церкви.

## Адрес местного совета
24622, Винницкая область, Крыжопольский р-н, с. Горячковка, ул. Свердлова, 11, тел. 2-81-42; 2-81-31